# Manu-L
Manu-L, właściwie Emanuel Gut (ur. 16 kwietnia 1983 roku w Magden w Szwajcarii) – szwajcarski piosenkarz.

## Dyskografia

### Albumy
| Rok  | Dane dot. albumu                                                                                          | Pozycje na listach przebojów |
| Rok  | Dane dot. albumu                                                                                          | SWI                          |
| ---- | --- | ---------------------------- |
| 2012 | The Original (wspólnie z Remadym) - Wydany: 23 marca 2012 - Wytwórnia: Phonag Records - Format : CD       | 5                            |
| 2013 | The Original 2k13 (wspólnie z Remadym) - Wydany: 22 lutego 2013 - Wytwórnia: Phonag Records - Format : CD | 3                            |
| 2015 | 1+1=3 (wspólnie z Remadym) - Wydany: 1 maja 2015 - Wytwórnia: Phonag Recirds - Format : CD                | 7                            |

### Single
| 2012                                                     | „Single Ladies” (wspólnie z Remadym, gościnnie J-Son)                                        | 1  | 45 | 83 | 41 | - SWI: 2× Platynowa płyta | The Original      |
| 2012                                                     | „Doing It Right” (wspólnie z Remadym, gościnnie Amanda Wilson)                               | 15 | —  | —  | —  |                           | The Original      |
| 2012                                                     | „Higher Ground” (wspólnie z Remadym)                                                         | 28 | —  | —  | —  |                           | The Original      |
| 2013                                                     | „Hollywood Ending” (wspólnie z Remadym, gościnnie J-Son)                                     | 21 | —  | —  | —  |                           | The Original 2k13 |
| 2013                                                     | „It′s So Easy” (wspólnie z Remadym)                                                          | 18 | —  | —  | —  |                           | The Original 2k13 |
| 2013                                                     | „Holidays” (wspólnie z Remadym)                                                              | 3  | —  | —  | —  |                           | –                 |
| 2014                                                     | „In My Dreams” (wspólnie z Remadym)                                                          | 5  | —  | —  | —  |                           | –                 |
| 2014                                                     | „Waiting For” (wspólnie z Remadym)                                                           | 10 | —  | —  | —  |                           | 1+1=3             |
| 2015                                                     | „Livin’ la vida” (wspólnie z Remadym, gościnnie J-Son)                                       | 46 | —  | —  | —  |                           | 1+1=3             |
| 2015                                                     | „Together We Are One (Bring Back the Energy)” (wspólnie z Remadym, gościnnie Culcha Candela) | 11 | —  | —  | —  |                           | –                 |
| 2016                                                     | "Another Day in Paradise" (wspólnie z Remady)                                                | 4  | —  | —  | —  |                           | –                 |
| 2016                                                     | "L.I.F.E." (wspólnie z Remady)                                                               | 14 | —  | —  | —  |                           | –                 |
| 2017                                                     | "Give Me Love" (wspólnie z Remady)                                                           | 33 | —  | —  | —  |                           | –                 |
| 2018                                                     | "Back Again" (wspólnie z Remady, gościnne Lyracis)                                           | 92 | —  | —  | —  |                           | –                 |
| 2018                                                     | "Heaven" (wspólnie z Remady, gościnne I.GOT.U)                                               | 82 | —  | —  | —  |                           | –                 |
| „–” oznacza, że singel nie był notowany na danej liście. |                                                                                              |    |    |    |    |                           |                   |

### Z gościnnym udziałem
| 2010                                                     | „Give Me a Sign” (singel Remady'ego, gościnnie Manu-L)                 | 11 | 55 | 11 | 58 | - SWI: Złota płyta | No Superstar - The Album |
| 2011                                                     | „Save Your Heart” (singel Remady'ego, gościnnie Manu-L)                | 41 | —  | 38 | —  |                    | No Superstar - The Album |
| 2011                                                     | „The Way We Are” (singel Remady'ego, gościnnie Manu-L)                 | 30 | —  | 60 | —  |                    | No Superstar - The Album |
| 2011                                                     | „If You Believe” (singel Remady'ego, gościnnie Manu-L)                 | —  | —  | —  | —  |                    | No Superstar - The Album |
| 2013                                                     | „Somebody Dance with Me” (singel DJ–a BoBo, gościnnie Manu-L i Remady) | 4  | —  | —  | —  |                    | –                        |
| „–” oznacza, że singel nie był notowany na danej liście. |                                                                        |    |    |    |    |                    |                          |